# Hořovice
Hořovice (Duits: Horschowitz of Horowitzis) een Tsjechische stad in de regio Midden-Bohemen, en maakt deel uit van het district Beroun. Hořovice telt 6.695 inwoners.
Door archeologisch vondsten heeft met ontdekt dat de eerste bewoning van het gebied van de huidige stad waarschijnlijk plaatsvond in de 10e eeuw. Sinds 1322 heeft Hořovice stadsrechten.
De stad ligt aan de belangrijke spoorlijn 170 tussen Praag en Pilsen. Hořovice heeft een eigen spoorwegstation, station Hořovice.
De bekendste bezienswaardigheid van de stad is het Slot Hořovice. In de kasteelkeuken is het museum Muziek zonder musici gevestigd dat gewijd is aan mechanische muziekinstrumenten en jukeboxen. 

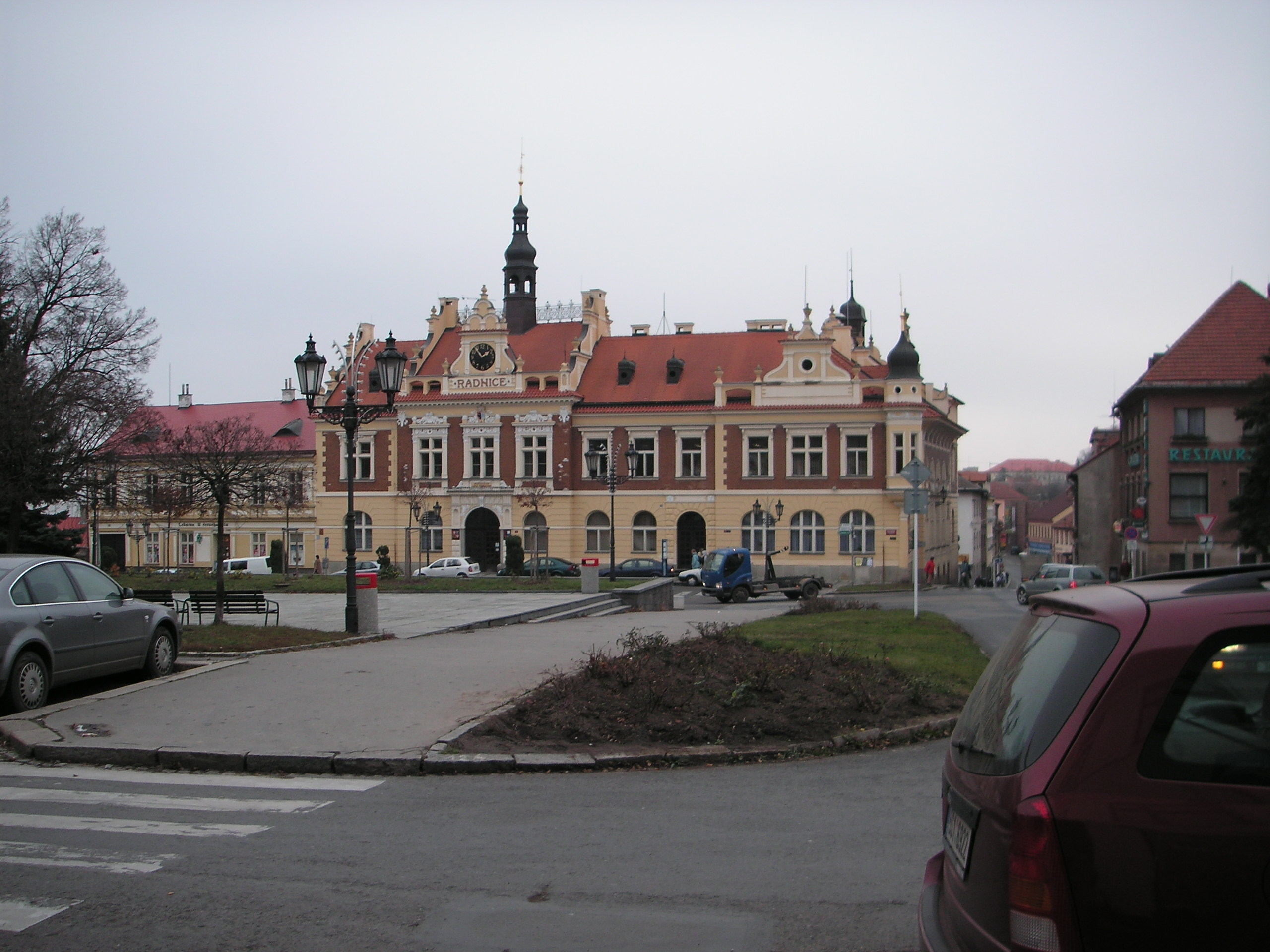
Stadhuis van Hořovice

## Geboren
- Marie-Sára Štochlová (1999), beachvolleyballer

Bavoryně ·
Beroun ·
Běštín ·
Broumy ·
Březová ·
Bubovice ·
Bykoš ·
Bzová ·
Cerhovice ·
Drozdov ·
Felbabka ·
Hlásná Třebaň ·
Hořovice ·
Hostomice ·
Hředle ·
Hudlice ·
Hvozdec ·
Hýskov ·
Chaloupky ·
Chlustina ·
Chodouň ·
Chrustenice ·
Chyňava ·
Jivina ·
Karlštejn ·
Komárov ·
Koněprusy ·
Korno ·
Kotopeky ·
Králův Dvůr ·
Kublov ·
Lážovice ·
Lhotka ·
Libomyšl ·
Liteň ·
Loděnice ·
Lochovice ·
Lužce ·
Malá Víska ·
Málkov ·
Měňany ·
Mezouň ·
Mořina ·
Mořinka ·
Nenačovice ·
Nesvačily ·
Neumětely ·
Nižbor ·
Nový Jáchymov ·
Olešná ·
Osek ·
Osov ·
Otmíče ·
Otročiněves ·
Podbrdy ·
Podluhy ·
Praskolesy ·
Rpety ·
Skřipel ·
Skuhrov ·
Srbsko ·
Stašov ·
Suchomasty ·
Svatá ·
Svatý Jan pod Skalou ·
Svinaře ·
Tetín ·
Tlustice ·
Tmaň ·
Točník ·
Trubín ·
Trubská ·
Újezd ·
Velký Chlumec ·
Vinařice ·
Vižina ·
Vráž ·
Všeradice ·
Vysoký Újezd ·
Zadní Třebaň ·
Zaječov ·
Záluží ·
Zdice ·
Žebrák ·
Železná